# Mikołaj Działyński (wojewoda pomorski)
Mikołaj Działyński herbu Ogończyk (zm. wiosną 1545) – członek Rady Prus Królewskich.
Syn Mikołaja i Febronii Danoborskiej.
Po śmierci ojca przejął starostwo brodnickie, zawiadywał nim w latach 1485-1542, a następnie przekazał synowi, Rafałowi. Od 1507 roku był dworzaninem Zygmunta Starego, od 1510 roku podkomorzym dobrzyńskim, następnie kasztelanem chełmińskim od 1528 roku. Był także starostą bobrownickim, dobrzyńskim i brodnickim, starosta bratiański w latach 1534–1535. Wojewoda pomorski od 16 stycznia 1544 do 5 lutego 1545.
Brał udział w wojnie pruskiej, gdzie dowodził rotą jazdy. Poseł ziemi dobrzyńskiej na sejm piotrkowski 1523 roku. Brał udział w wojnach na Węgrzech (1527-1528). Wielokrotnie pełnił funkcję posła królewskiego, m.in. na sejmiku w Elblągu w 1528 roku. 
Ożenił się w 1510 roku z Magdaleną Małgorzatą Fogler i miał z nią sześciu synów i sześć córek.
Jego synowie: 
- Jan Działyński (1510–1583), wojewoda chełmiński
- Michał Działyński (zm. 1576), podkomorzy chełmiński
- Rafał Działyński (1510–1572), kasztelan brzeskokujawski
- Paweł I Działyński (zm. 1583), kasztelan słoński i dobrzyński
- Andrzej Działyński (zm. 1547)
- Piotr Działyński (zm. 1545)

## Wywód przodków
| 4. Piotr z Działynia                     |  |                        |  |  |                       |
|                                          |  | 2. Mikołaj Działyński  |  |  |                       |
| 5. brak danych                           |  |                        |  |  |                       |
|                                          |  |                        |  |  | 1. Mikołaj Działyński |
| 6. Włodko z Danaborza starosta nakielski |  |                        |  |  |                       |
|                                          |  | 3. Febronia Danaborska |  |  |                       |
| 7. Witocha Krotoska                      |  |                        |  |  |                       |
|                                          |  |                        |  |  |                       |